# Louise-Victorine Ackermann
Louise-Victorine Ackermann (París, 30 de novembre de 1813 - Niça, 2 d'agost de 1890) fou una poetessa francesa.
El seu pare, volterià i seguidor dels enciclopedistes, envià la seva filla a Berlín per completar estudis, i allà va conèixer Humboldt, Müller i Baeck. Es casà el 1844 amb el pastor Paul Ackermann, protestant i preceptor de prínceps i amic de P.-J. Proudhon. Després de la mort del seu marit el 1846, es retirà al camp i col·laborà amb la revista Revue des Deux Mondes amb poemes. Les seves obres més conegudes són: Contes en vers (1855), Premières poésies (1873), Poésies philosophiques (1874) i Pensées d'une solitaire (1883).
L'obra Poesies philosophiques es reimprimí el 1877 afegint una addició polèmica on l'escriptora assegurava no haver patit la influència del pensament alemany, ni de la filosofia de Schopenhauer per realitzar les seves idees líriques. Una obra qualificada de notable per la seva posició espiritual. La inspiració d'Ackermann està dins de l'entorn parmesià, particularment de la de Leconte de Lisle, però ella reviu una meditació aspra i tenaçment impulsada cap a l'ateisme, sobre la desesperada fixació de l'existència humana.